# Ptychocharax rhyacophila
Ptychocharax
Genre
Espèce
Ptychocharax rhyacophila, unique représentant du genre Ptychocharax, est une espèce de poissons d'eau douce téléostéens de la famille des Characidae (ordre des Characiformes).

## Répartition
Ptychocharax rhyacophila est endémique du Venezuela et ne se rencontre que dans la partie haute de la Siapa, une rivière du bassin du canal de Casiquiare.

## Description
Ptychocharax rhyacophila mesure au maximum 62 mm, queue non comprise.

## Systématique
Le genre Ptychocharax et l'espèce Ptychocharax rhyacophila ont été décrits en 1994 par Stanley Howard Weitzman (d), Sara V. Fink (d), Antonio Machado-Allison (d) et Ramiro Royero (d),.

## Étymologie
Le nom générique, Ptychocharax, composé du grec ancien ptychos, « pli », et Charax, le genre type des Characiformes, fait allusion aux dents pointues et densément plantées.
L'épithète spécifique, du grec ancien rhyaco, « torrent », et phyla, « qui aime », fait référence au courant particulièrement rapide à la localité type.

## Publication originale
- (en) S.H. Weitzman, S.V. Fink, A. Machado-Allison et R.L. Royero, « A new genus and species of Glandulocaudinae (Teleostei: Characidae) from southern Venezuela », Ichthyological Exploration of Freshwaters, Allemagne, vol. 5, no 1,‎ 1994, p. 45–64 (ISSN 0936-9902).